# Bujumbura Rural
Bujumbura Rural ist eine der 18 Provinzen des Staates Burundi und liegt im Westen des Landes. Hauptstadt der Provinz ist die Landeshauptstadt Bujumbura, die jedoch in der Nachbarprovinz Bujumbura Mairie liegt, die den Verdichtungsraum der Stadt umfasst. 
Zur Provinz Rural gehören folgende Distrikte:
- Isale
- Kabezi
- Kanyosha
- Mubimbi
- Mugongomanga
- Mukike
- Mutambu
- Mutimbuzi
- Nyabiraba

In der Provinz wohnten im Jahr 2009 1.072.400 Einwohner auf 1421 km², was einer Bevölkerungsdichte von 754,68 Einwohnern/km² entspricht.
Der ehemalige Staatspräsident Cyprien Ntaryamira stammt aus dieser Provinz.
Zum 26. März 2015 wurde die neue Provinz Rumonge aus Teilen von Bujumbura Rural und Bururi gebildet. Dabei wurden die Distrikte Muhuta und Bugarama aus Bujumbura Rural ausgegliedert.